# 복솔교

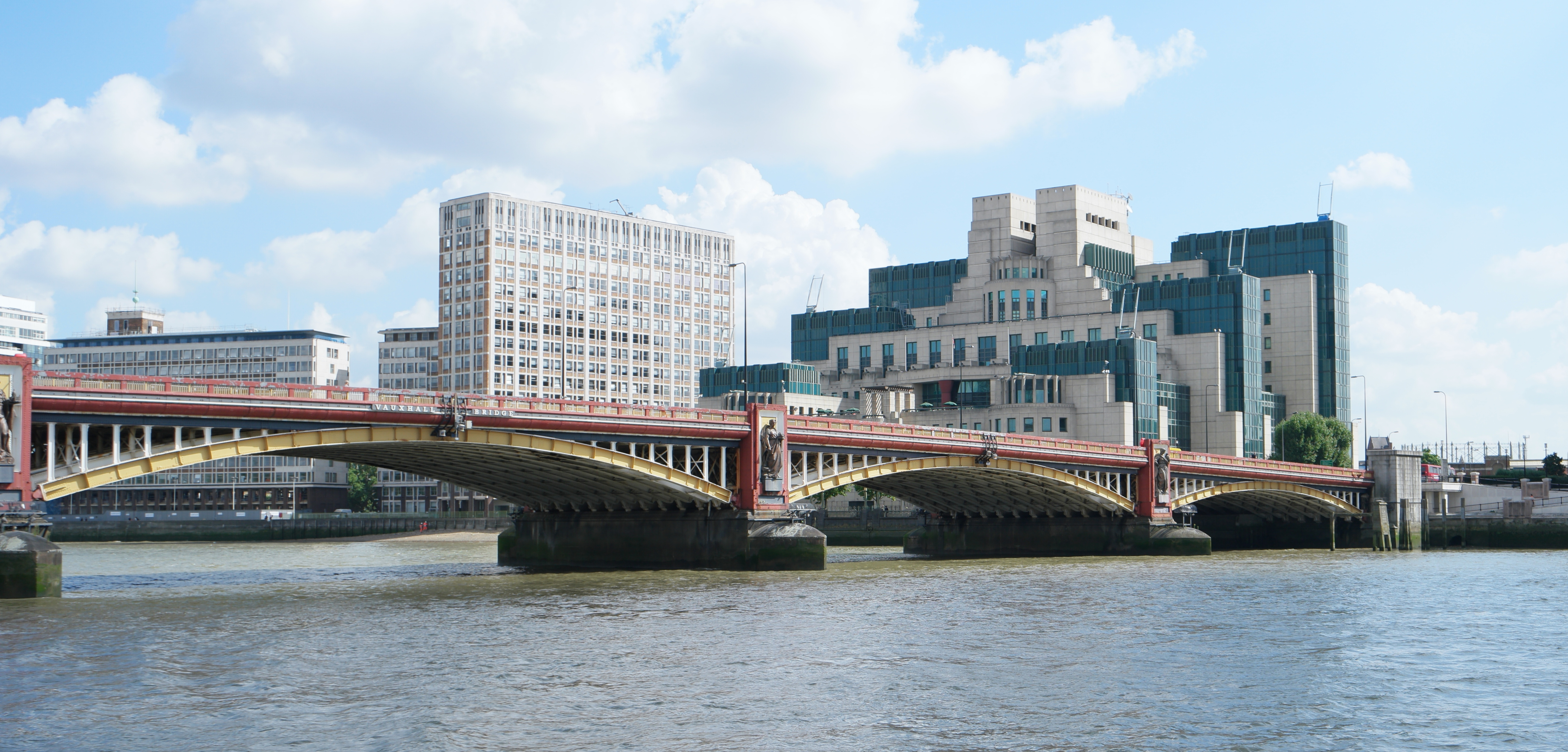

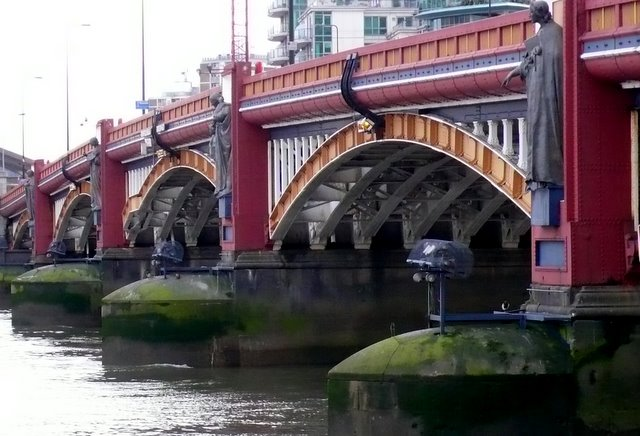
복솔 브리지

복솔 브리지(영어: Vauxhall Bridge)는 영국 런던 템스강 위에 있는 다리이다.  다리남측엔  영국정보부 SIS빌딩( MI6 빌딩 ) 이 있다.